# Hylopetes
Hylopetes är ett släkte i släktgruppen flygekorrar med omkring nio arter som förekommer i södra Asien. De har en kännetecknande svansform som påminner om en pil. Svansen blir en bit före slutet bredare och slutar sedan i en spets.

## Arter
Zoologerna är inte helt ense om arternas antal. Den följande listan med nio arter är enligt Wilson & Reeder (2005):
- Hylopetes alboniger ( Hodgson 1836), Himalaya, norra Sydostasien, Yunnan, Hainan
- Hylopetes bartelsi ( Chasen 1939), Java
- Gråkindad flygekorre Hylopetes lepidus ( Horsfield 1823), Malackahalvön, Java, Sumatra, Borneo
- Hylopetes nigripes ( Thomas 1893), Palawan
- Hylopetes phayrei ( Blyth 1859), Sydostasien, sydöstra Kina, Hainan
- Hylopetes platyurus (Jetink, 1890), Sumatra, Malaysia
- Hylopetes sipora (Chasen 1940), Sipora (som tillhör Mentawaiöarna)
- Rödkindad flygekorre Hylopetes spadiceus (Blyth 1847), Sydostasiens fastland, Sumatra, Borneo
- Hylopetes winstoni ( Sody 1949), Sumatra

I några förteckningar listas även Eoglaucomys fimbriatus till släktet. För vissa arter är oklar om de istället ska listas till släktet Petinomys eller Iomys. På ön finns en population som ibland listas som självständig art, Hylopetes electilis, den räknas här som underart till Hylopetes phayrei.

## Kännetecken och levnadssätt
Arterna skiljer sig ganska mycket i storlek och pälsfärg. Kroppens längd ligger mellan 11 och 33 centimeter och därtill kommer en 8 till 29 centimeter lång svans. Hylopetes lepidus är med en vikt mellan 27 och 100 g den minsta arten och Hylopetes spadiceus den största, den senare väger 80 till 157 g.
Individerna lever i olika slags skogar och de kan anpassa sig till kulturlandskap. De vistas i låglandet och i bergstrakter upp till 3500 meter över havet. För Hylopetes lepidus är känt att den söker skydd i kokosnöt. Nötfrukten öppnades antingen av djurets själv eller av andra ekorrar. Arten kan glidflyga över 135 meter. Det iakttogs till och med individer som ökade på höjden över korta distanser (cirka en meter på en 6 meter lång sträcka). Födan utgörs av frukter, nötter, blad och unga växtskott som kompletteras med insekter, andra ryggradslösa djur och mindre kräldjur. Hos de arter som är mera kända är honor ungefär 40 dagar dräktig och en kull har upp till fyra ungar.

## Hot
IUCN listar Hylopetes sipora som starkt hotad (Endangered) på grund av regnskogens förstöring. Hylopetes nigripes listas som nära hotad (Near Threatened) och Hylopetes bartelsi, Hylopetes lepidus samt Hylopetes winstoni med kunskapsbrist (Data Deficient). Den sistnämnda arten är bara känd från en individ som hittades 1949. Efter denna holotyp blev inga fler individer observerade. Övriga arter betraktas av IUCN som livskraftiga (Least Concern).